# Family Circle Cup 1984
Il Family Circle Cup 1984 è stato un torneo di tennis giocato sulla terra verde. È stata la 12ª edizione del Family Circle Cup, che fa parte del Virginia Slims World Championship Series 1984. Si è giocato al Sea Pines Plantation di Hilton Head Island negli Stati Uniti dal 9 al 16 aprile 1984.

## Campionesse

### Singolare
Chris Evert ha battuto in finale  Claudia Kohde Kilsch con il punteggio di 6–2, 6–3

### Doppio
Claudia Kohde Kilsch /  Hana Mandlíková hanno battuto in finale  Anne Hobbs /  Sharon Walsh con il punteggio di 7–5, 6–2